# 内田良五郎
内田 良五郎（うちだ りょうごろう、1837年5月13日（天保8年4月9日） - 1921年（大正10年）9月22日）は、日本の武術家である。玄洋社社員。

## 経歴
天保8年（1837年）4月9日に筑前国福岡地行五番丁で平岡仁三郎の子として生まれる。
剣術は小野派一刀流の幾岡平太郎の門に入り免許を得て中西忠太の皆伝を許された。
柔術は扱心流を藩の師範石川雄兵衛に、天真正伝神道夢想流杖術、及び一角流捕手は平野吉右衛門に、砲術は津田武右衛門に学び、鎗術と共にその師から免許を受けた。
晩年に洋杖術を創案し、内田流短杖術を創始した。
また、神道夢想流杖術の普及に尽力した。主な弟子に中山博道がいる。